# Zweder I van Montfoort
Zweder Hendrikszoon de Rovere (ca.1270 - 2 januari 1331) was als Zweder I van Montfoort de tweede burggraaf van Montfoort en heer van Blokland, Wiliskop, Heeswijk en Achthoven.

## Levensloop
Hij was een zoon van Hendrik I van Montfoort en Odila van Montfoort of Zwedersdochter van Bosichem. Hij volgde zijn vader op rond 1300 en had zitting in de ministerialiteit van de bisschop van Utrecht. Van Montfoort maakte deel uit van de factie van de raad die behoorde tot de Lichtenbergers. Op zeker moment kwamen diverse raadsmannen tegen de bisschop in opstand. Op 4 juli 1301 escaleerde het conflict in de Slag bij Hoge Woerd, waar de Stichtse bisschop Willem Berthout van Mechelen sneuvelde. Van Montfoort behoorde tot de opstandelingen en schaarde zich aan Hollandse zijde.
Hij huwde op 21 april 1301 met Catharina van Holland, een bastaarddochter van Floris V van Holland. Door dit huwelijk kreeg het echtpaar jaarlijks 100 pond aan geld van Jan II van Avesnes (vanwege de familierelatie met de graven van Holland) en in 1306 gaf Willem III van Holland hen een stuk grond nabij Schoonhoven. Rond 1310 kreeg Van Montfoort landgoederen nabij Linschoten, maar in 1320 moest hij deze weer aan Willem III van Holland afstaan. Er volgde een langlopend conflict, waarbij Van Montfoort door zijn broer Roeland de Rovere in Montfoort werd belegerd.
Nadat het conflict was beëindigd volgde in 1322 het volgende: Van Montfoort stond niet achter het huwelijk van zijn zoon Hendrik II van Montfoort met Agnes van IJsselstein, dochter van Gijsbrecht van IJsselstein, en gaf hem daarom geen inkomsten meer. Hendrik II wist met hulp van zijn schoonvader de burcht van Montfoort in te nemen en nam zijn vader gevangen. Graaf Willem III van Holland loste het probleem in 1323 op door iedereen in zijn rechten te herstellen en door bepaalde privileges in te voeren. In 1329 ondertekende Van Montfoort nog verdrag tot het aanleggen van een dijk bij de Lek; dit is de laatste keer dat er in geschrifte iets van hem werd vernomen.

## Kinderen
- Hendrik II van Montfoort (-1332) derde burggraaf van Montfoort
- Jan I van Montfoort (-1345) vierde burggraaf van Montfoort
- Adilise van Montfoort (-1325) was gehuwd met Jan van Rozenburg
- Willem van Montfoort (-1345) heer van Nesse